# Chiesa di Santa Maria Causa Nostrae Laetitiae
La chiesa di Santa Maria Causa Nostrae Laetitiae è una chiesa di Roma situata a Villaggio Breda, nella zona Torre Gaia, in piazza Siderea.
Essa fu costruita su un terreno donato alla Pontificia Opera per la Preservazione della Fede dalla Società Breda, che nel 1938 aveva aperto una nuova fabbrica di armi nella tenuta del cavaliere Albino Ravel, da poco denominata Torre Gaia. I lavori, iniziati nel dicembre 1939 su progetto dell'architetto Tullio Rossi, terminarono nel 1941, con la solenne inaugurazione avvenuta il 4 ottobre. Il nome della chiesa (dedicata a Maria causa della nostra gioia) si deve molto probabilmente al nome della zona Torre Gaia.
La chiesa è sede della parrocchia omonima, istituita il 4 ottobre 1941 col decreto Ad munus pascendi del cardinale vicario Francesco Marchetti Selvaggiani. Dal 30 settembre 2023 è sede del titolo cardinalizio omonimo.